# Dharam Gokhool
Dharambeer Gokhool GCSK (25 de outubro de 1949) é um político e atual Presidente da Maurícia desde 6 de dezembro de 2024.
Nas eleições de 2024, Gokhool foi candidato a Presidente de Maurícia e foi eleito por unanimidade pelos membros da Assembleia Nacional. Na mesma sessão, Robert Hungley foi eleito seu vice-presidente.